# Vlag van Sint-Gillis-Waas
De vlag van Sint-Gillis-Waas werd door de gemeenteraad op 4 juni 1987 officieel vastgesteld als de gemeentelijke vlag van de Oost-Vlaamse gemeente Sint-Gillis-Waas. Op 1 oktober 1991 werd hij door het Bestuur van Vlaanderen bevestigd en uiteindelijk gepubliceerd op 4 januari 1995 in het officiële Belgisch Staatsblad.
Officieel wordt de vlag beschreven als:
Gevierendeeld van blauw en van geel met op het eerste kwartier een groengebladerde witte raap.
De kleuren en de groengebladerde witte raap zijn ontleend aan het wapen, terwijl de vier vlakken die verwijst naar vier deelgemeenten binnen de gemeente. De raap is van oudsher een typisch landbouwproduct van het Waasland en dus ook van Sint-Gillis-Waas. De rapenteelt was vroeger enorm succesvol door de zandgrond en verscheen bijgevolg op verschillende Wase vlaggen en wapens.

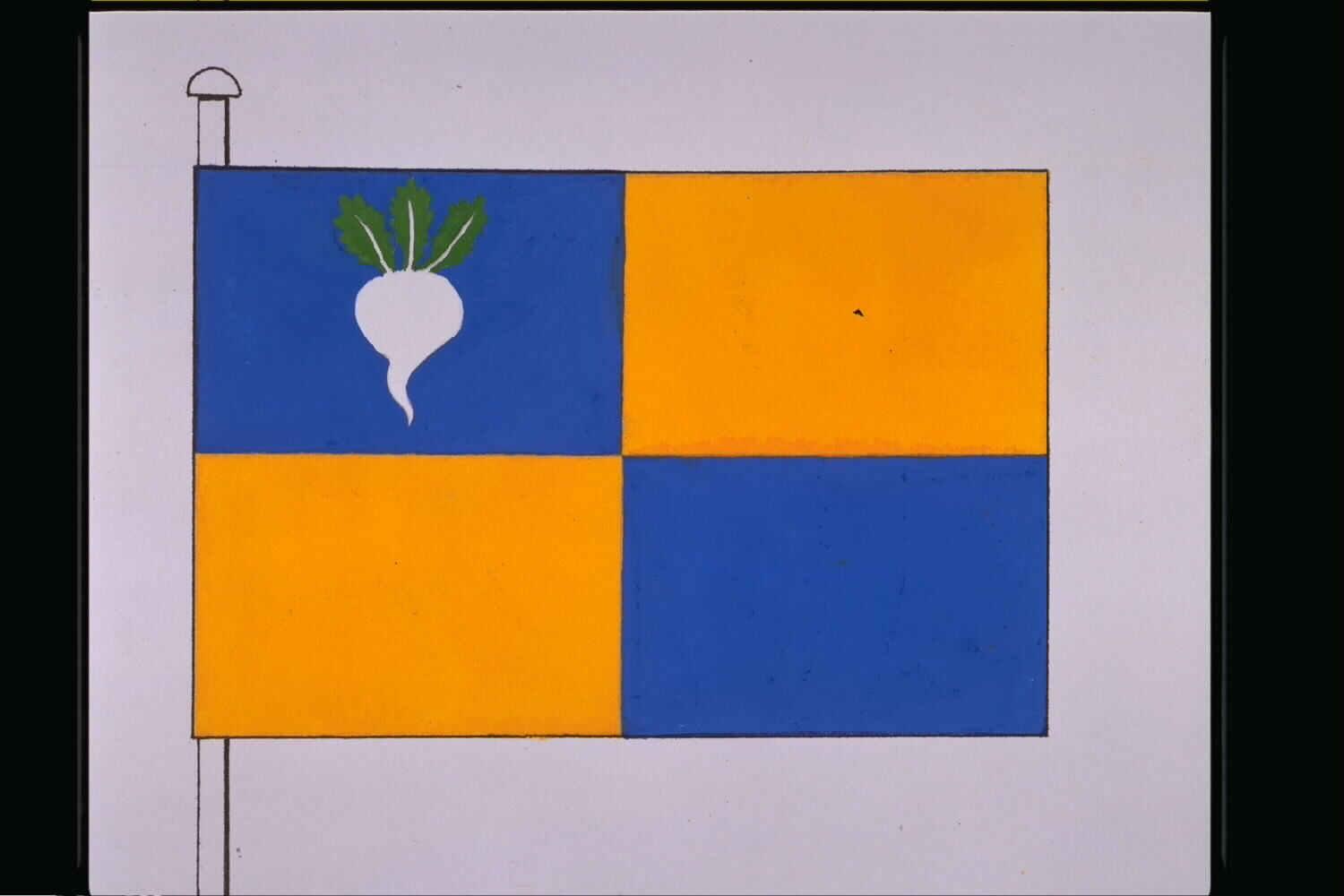
Officiële tekening van de vlag